# ستيفن باربر (ملحن)
ستيفن باربر (بالإنجليزية: Stephen Barber)‏ هو ملحن أمريكي، ولد في 6 أبريل 1952 في أبيلين في الولايات المتحدة.

## وصلات خارجية
- ستيفن باربر على موقع IMDb (الإنجليزية)
- ستيفن باربر على موقع ميوزك برينز (الإنجليزية)
- ستيفن باربر على موقع أول ميوزيك (الإنجليزية)
- ستيفن باربر على موقع أول ميوزيك (الإنجليزية)
- ستيفن باربر على موقع ديسكوغز (الإنجليزية)
- ستيفن باربر على موقع قاعدة بيانات الفيلم (الإنجليزية)